# LiMux
LiMux je projekt radnice německého velkoměsta Mnichov, jehož cílem je provozovat na městských počítačích (včetně zhruba 15 000 osobních počítačů a notebooků) převážně svobodný software. Současně se jedná o název za tímto účelem vznikající linuxové distribuce postavené nejprve čistě na Debianu a později na Ubuntu. Jedná se o první linuxový systém certifikovaný pro průmyslové užití (ISO 9241) dle TÜV.

## Historie
Projekt běží od roku 2003, kdy 28. května radní odhlasovali, že chtějí přejít z proprietárního software, kdy jsou závislí na jediném dodavateli, a že se má začít plánovat, zda je možný přechod na platformu Linux
- Dne 16. června 2004 rada poměrem 50:29 rozhodla, že se má začít s přechodem.
- V srpnu 2004 se práce na čas zastavily, aby bylo prozkoumáno, zda je projekt ohrožen softwarovými patenty.
- Dne 18. dubna 2005 byla jako základ vybrána distribuce Debian.
- Dne 6. září 2005 bylo zhodnoceno, že před provedením migrace je potřeba ještě rok testování.
- Dne 22. září 2006 začal být realizován přechod.
- Dne 29. května 2008 byl jako otevřený software uvolněn WollMux, pro LiMux vyvíjený software pro šablony a formuláře.
- V listopadu 2008 už bylo převedeno 1200 z 14 000 počítačů na systém LiMux. Kromě toho tou dobou už 12 000 stanic používalo OpenOffice.org, jako webový prohlížeč byl všude nasazen Mozilla Firefox a jako poštovní klient Mozilla Thunderbird. Zhruba 18 000 z 21 000, šablon, formulářů a maker už plně fungovalo v prostředí LiMuxu.
- Dne 31. prosince 2009 se přešlo na Open Document Format jako standardní formát.
- V červnu 2010 bylo na LiMux převedeno více než 3000 stanic, únoru 2011 bylo na LiMuxu už 5000 stanic, v červnu 2011 6500 stanic a v prosinci 2011 9000 stanic.
- V březnu 2012 město oznámilo, že už bylo ušetřeno zhruba 4 milióny eur na licenčních poplatcích a že se snížil počet volání na podporu.
- V červenci 2012 bylo na LiMuxu zhruba 10 500 pracovních stanic.
- Zpráva z listopadu 2012 uvádí, že celkem bylo ušetřeno již více než 10 miliónů eur.
- V lednu 2013 bylo na LiMuxu zhruba 13 000 pracovních stanic.